# Tsegay Kebede
Tsegay Kebede Wordofa (15 gennaio 1987) è un maratoneta etiope, vincitore della medaglia di bronzo ai Giochi olimpici di Pechino 2008 dopo aver sorpassato il connazionale Deriba Merga negli ultimi 400 m di gara.
Il 22 agosto 2009 vince un'altra medaglia di bronzo ai campionati mondiali di Berlino 2009.

## Palmarès
| Anno | Manifestazione  | Sede    | Evento   | Risultato | Prestazione | Note |
| ---- | --------------- | ------- | -------- | --------- | ----------- | ---- |
| 2008 | Giochi olimpici | Pechino | Maratona | Bronzo    | 2h10'00"    |      |
| 2009 | Mondiali        | Berlino | Maratona | Bronzo    | 2h08'35"    |      |
| 2013 | Mondiali        | Mosca   | Maratona | 4º        | 2h10'47"    |      |

## Altre competizioni internazionali
2007
- 8º alla Maratona di Amsterdam ( Amsterdam) - 2h08'15"
- Oro alla Maratona di Addis Abeba ( Addis Abeba) - 2h15'53"
- 4º alla Univé Stadsloop ( Appigendam) - 28'33"
- Oro alla Wiezo 10 km ( Wierden) - 28'51"
- Oro alla Great Ethiopian Run ( Addis Abeba) - 29'06"

2008
- Oro alla Maratona di Fukuoka ( Fukuoka) - 2h06'10"
- Oro alla Maratona di Parigi ( Parigi) - 2h06'40"
- Argento alla Ras Al Khaimah International Half Marathon ( Ras al-Khaima) - 59'35"
- 4º alla Zayed International Half Marathon ( Dubai) - 1h01'45"

2009
- Argento alla Maratona di Londra ( Londra) - 2h05'20"
- Oro alla Maratona di Fukuoka ( Fukuoka) - 2h05'18"
- Argento alla Lagos Half Marathon ( Lagos) - 1h08'52"

2010
- Oro alla Maratona di Londra ( Londra) - 2h05'19"
- Argento alla Maratona di Chicago ( Chicago) - 2h06'43"

2011
- Bronzo alla Maratona di New York ( New York) - 2h07'13"
- 5º alla Maratona di Londra ( Londra) - 2h07'48"

2012
- Bronzo alla Maratona di Londra ( Londra) - 2h06'52"
- Oro alla Maratona di Chicago ( Chicago) - 2h04'38"
- 10º alla Ras Al Khaimah International Half Marathon ( Ras al-Khaima) - 1h02'34"
- Bronzo alla Great Manchester Run ( Manchester) - 27'56"

2013
- Argento alla Maratona di New York ( New York) - 2h09'16"
- Oro alla Maratona di Londra (  Londra) - 2h06'04"
- Oro alla Sint Bavoloop ( Rijsbergen) - 28'58"

2014
- 9º alla Maratona di Berlino ( Berlino) - 2h10'26"
- Bronzo alla Maratona di Londra ( Londra) - 2h06'30"

2015
- 8º alla Maratona di Tokyo ( Tokyo) - 2h07'58"
- 16º alla New Delhi Half Marathon ( Nuova Delhi) - 1h06'44"

2016
- 5º alla Maratona di Rotterdam ( Rotterdam) - 2h10'56"

2017
- 9º alla Maratona di Tokyo ( Tokyo) - 2h08'45"
- 6º alla Maratona di Amburgo ( Amburgo) - 2h12'31"

2018
- 4º alla Maratona di Valencia ( Valencia) - 2h05'21"
- 5º alla Maratona di Barcellona ( Barcellona) - 2h09'25"

2019
- 12º alla Maratona di Valencia ( Valencia) - 2h07'54"